# 西拉德請願書

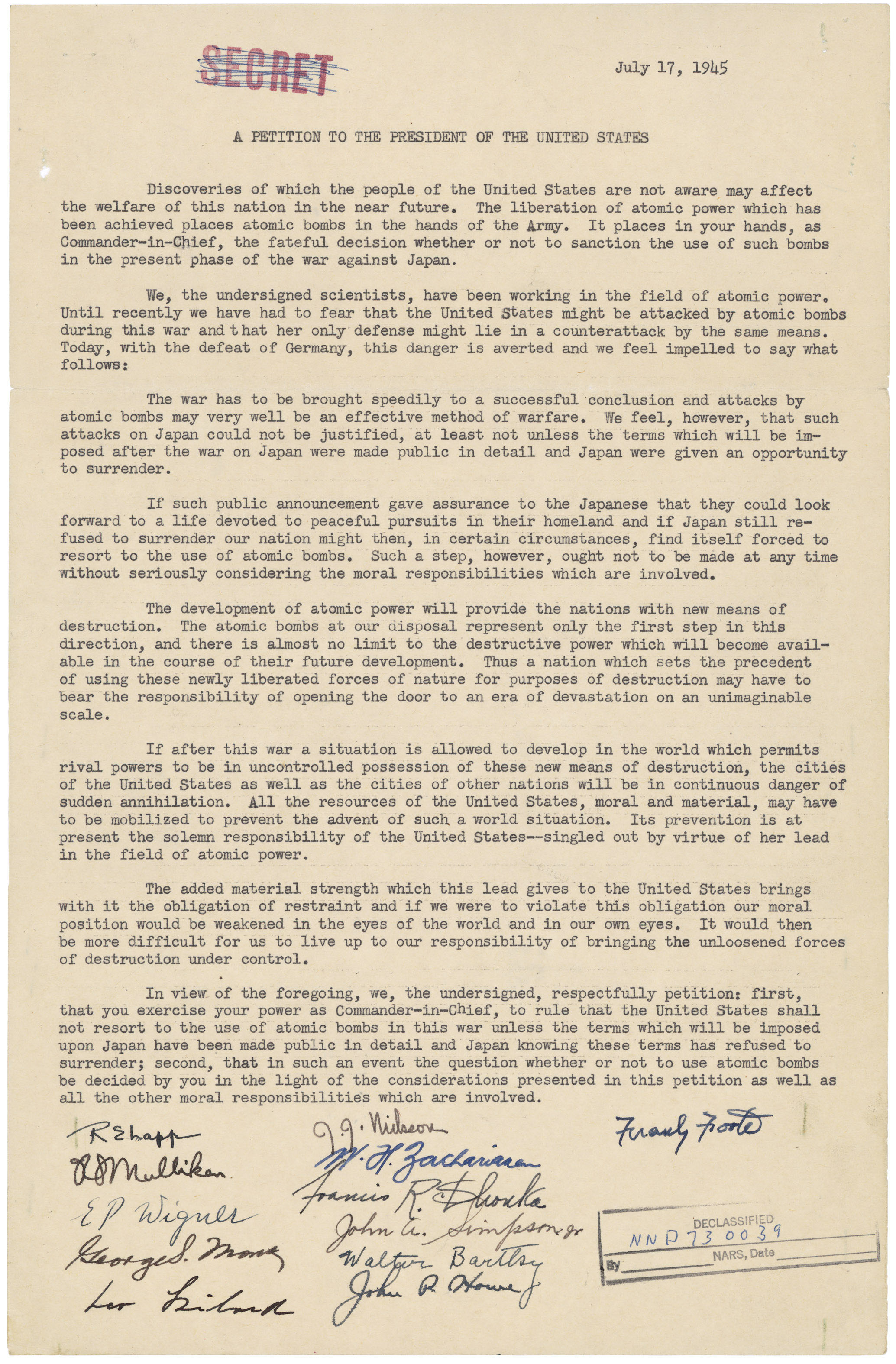
1945年7月17日「最終」版本的西拉德請願書

西拉德請願書（英語：Szilárd petition）是1945年7月由科學家利奧·西拉德起草以及由70名科學家簽署的請願書。這些科學家有的在田納西州橡树岭參與曼哈顿计划，其他人則在伊利諾伊州芝加哥的芝加哥大学冶金实验室工作。該請願書要求哈里·S·杜鲁门總統在美國使用原子武器之前應該先將盟國提出的投降條件告知日本，讓日本可以選擇接受或拒絕投降條件。然而這份請願書卻未能送到杜魯門總統面前。直到1961年，該請願書才被解密並被公開。
1946年，西拉德與阿爾伯特·愛因斯坦共同創立了原子能科學家緊急委員會，萊納斯·鮑林（1962年諾貝爾和平獎得主）也是該委員會的董事會成員。